# Trupanea bullocki
Trupanea bullocki är en tvåvingeart som först beskrevs av Malloch 1933.  Trupanea bullocki ingår i släktet Trupanea och familjen borrflugor. Inga underarter finns listade i Catalogue of Life.